# ヨアヒム・フォン・ザンドラルト
ヨアヒム・フォン・ザンドラルト（Joachim von Sandrart、1606年5月12日 - 1688年10月14日）はドイツ生まれで、オランダ、アムステルダムなどで働いた画家、著述家である。晩年（1675年から1680年の間）に出版された、オランダ、ドイツの画家の伝記集「Teutsche Academie der edlen Bau-, Bild- und Mahlerey-Künste（高貴なる建築・絵画・彫刻のドイツ・アカデミー）」の著者として知られている。

## 略歴
フランクフルト・アム・マインで、モンス出身の家族に生まれた。ザンドラルトの著書「ドイツ・アカデミー」によれば、版画家のテオドール・デ・ブライ(Theodor de Bry)の息子、ヨハネスや、デ・ブライの工房で働いていた版画家のマテウス・メーリアンから読み書きを学んだとしている。15歳の時、版画を学ぶためにプラハに旅し、アエギディウス・ザデラー(Aegidius Sadeler)に弟子入りを頼んだが、ザデラーからは絵描きになることを勧められ、1625年にユトレヒトに移りヘラルト・ファン・ホントホルストの弟子になった。このころホントホルストを訪れたピーテル・パウル・ルーベンスに1627年ころ知り合うことになった。1628年にはイングランドに招かれたホントホルストとともにロンドンに渡り助手として働くとともに、イギリス貴族の所有する16世紀前半の画家、ハンス・ホルバインの肖像画を模写して修行した。その後イタリアに渡り、ローマでは有名な風俗画家ピーテル・ファン・ラール（バンボッチオ）とも知り合った。
1635年にフランクフルトに戻り、結婚したが、三十年戦争の戦乱を避けるため、1637年にアムステルダムに移った。アムステルダムで風俗画や肖像画を描き人気のある画家になった。1638年にフランス国王、ルイ13世の母、マリー・ド・メディシスがアムステルダムを公式訪問した時、歓迎のための絵画をコルネリス・ビッケル(Cornelis Bicker)の指揮で描いた。1642年にバイエルン選帝侯、マクシミリアン1世の注文でバイエルンで1年ほど働いた。1645年に義父が亡くなり、インゴルシュタット近くの邸宅を相続し、そこに住んだ。1649年に三十年戦争が終わるとニュルンベルクで講和会議の各国の大使の肖像画や平和の寓意画を描いた。1653年にプファルツ選帝侯から貴族の称号を受けるなどした。
1670年から1673年の間はアウグスブルクで働き、アウグスブルクに私立の美術学校を設立した。1675年から1680年の間に、美術家に関する著作、「Teutsche Academie der edlen Bau-, Bild- und Mahlerey-Künste（高貴なる建築・絵画・彫刻のドイツ・アカデミー）」（「ドイツ・アカデミー」と略す。）の出版を行った。「ドイツ・アカデミー」以外の著作には、ヴィンチェンツォ・カルタリ(Vincenzo Cartari: c.1531-1590) の著作の翻訳、「Iconologia Deorum oderAbbildungderGötterwelchevonden Alten verehret wurden(古代の神々の像、または古代に崇拝された神々の画像）」などもある。
1681年にニュルンベルクで働き、ニュルンベルクで没した。

## 絵画作品

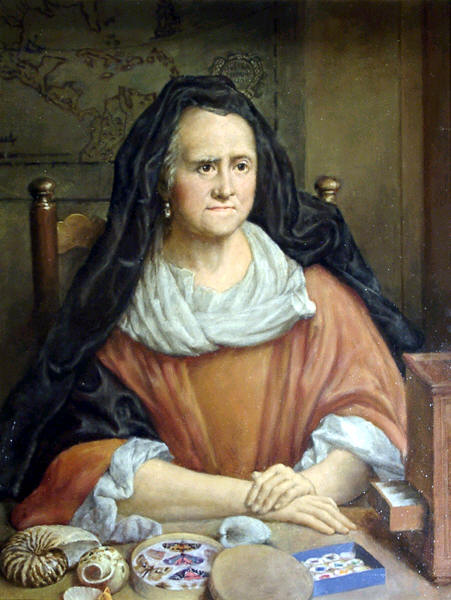
"February" (1642) Schleißheim State Gallery 蔵
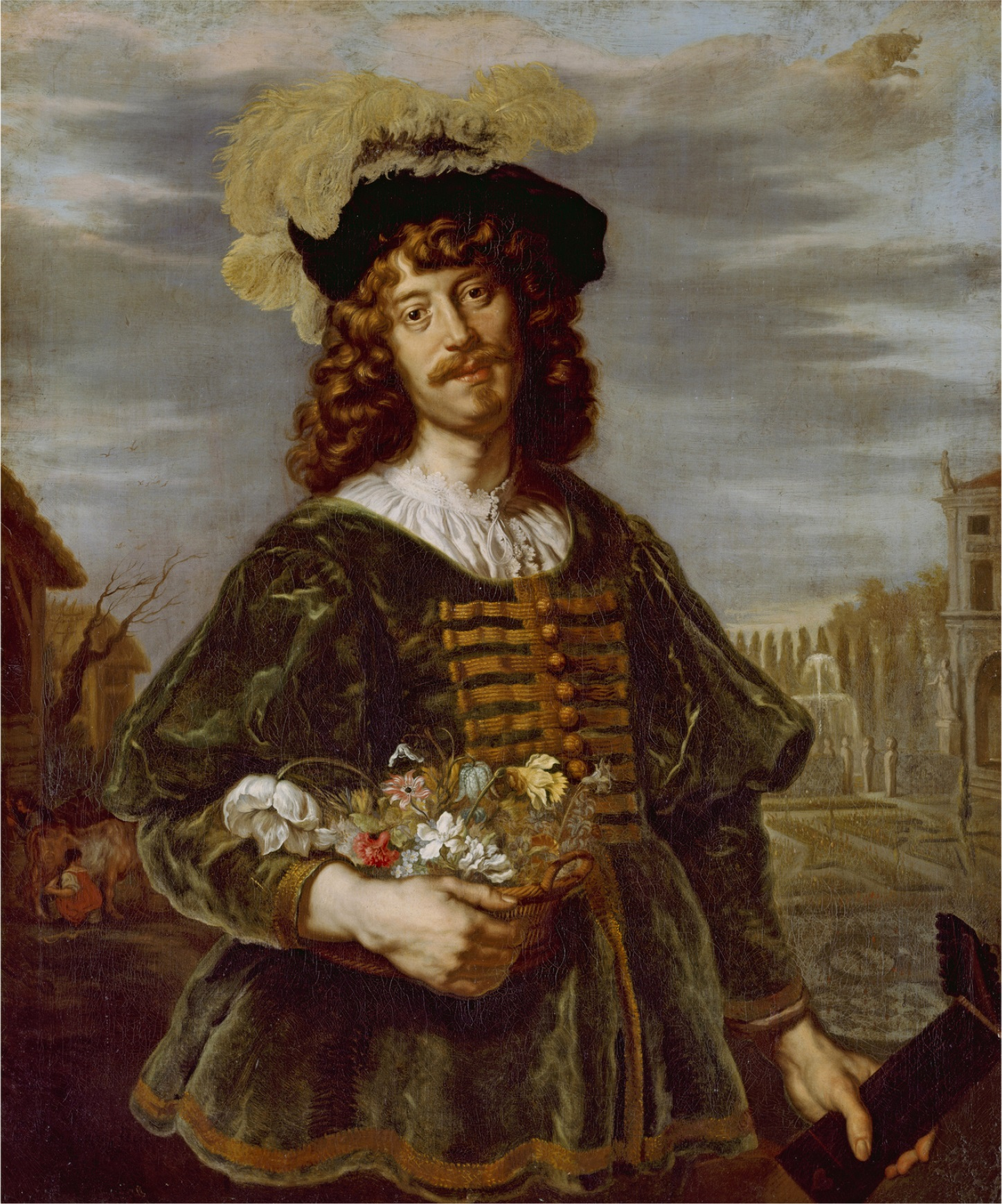
" April"(1643) Schleißheim State Gallery 蔵
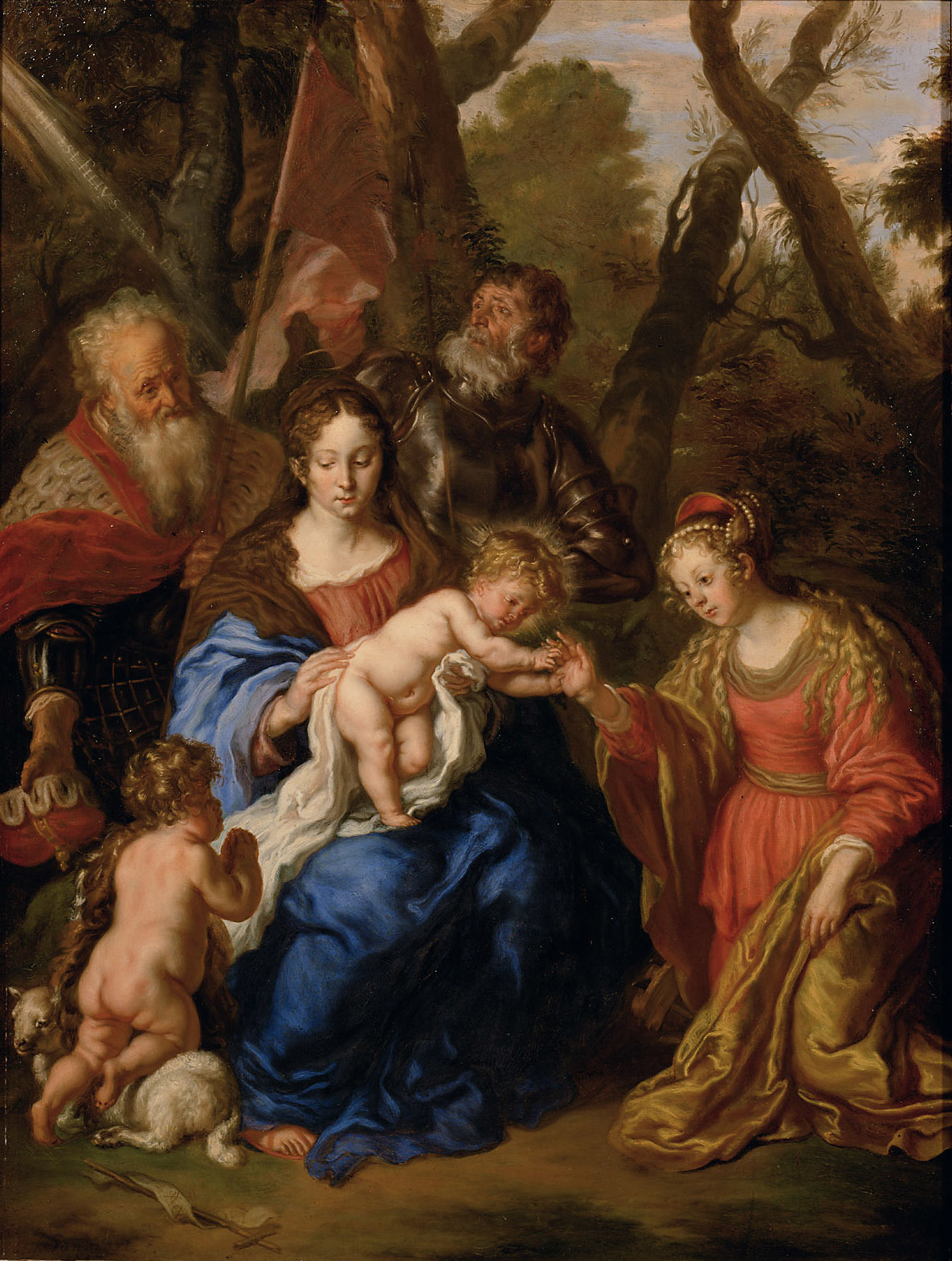
聖カタリナの神秘的な結婚(1647) 美術史美術館 蔵
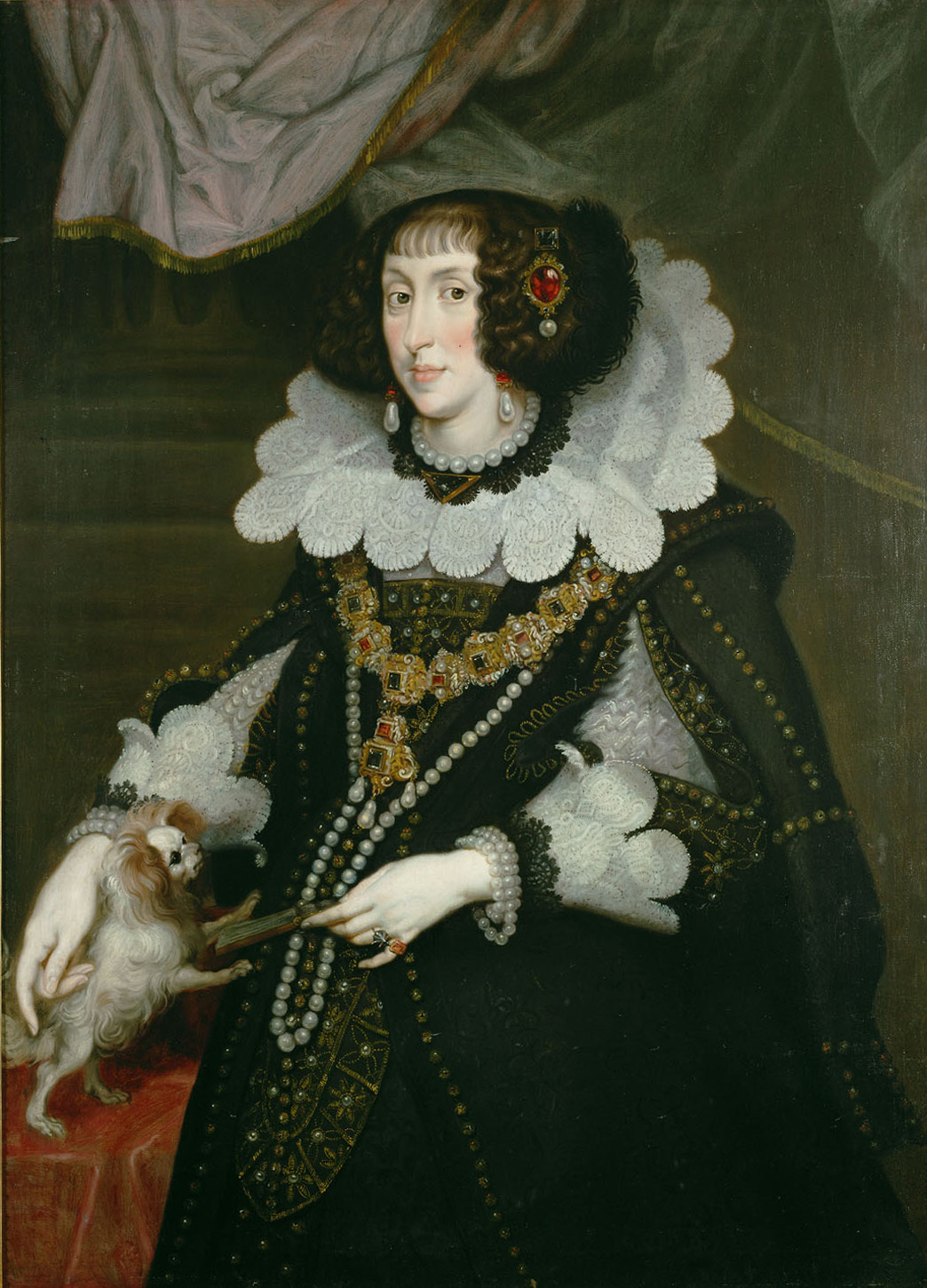
マリア・アンナ・フォン・エスターライヒ (1643) 美術史美術館 蔵